# Castelo Dupplin
O Castelo Dupplin (em inglês:  Dupplin Castle) é um castelo do século XIII localizado em Aberdalgie, Perth and Kinross, Escócia.

## História
O último registo do proprietário do castelo, foi Sir William Oliphant, que viveu no final do século XIII. Em 1461, o castelo foi atacado e destruído, mas reconstruído pouco depois, tendo a torre e outras partes mais antigas sido preservadas.
Em 1827, toda a estrutura foi destruída por um incêndio, mas novamente reconstruída.